# Cattedrale di Sant'Andrea (Victoria)
La cattedrale di Sant'Andrea (in inglese:  St. Andrew's Cathedral) è il principale luogo di culto cattolico di Victoria, in Columbia Britannica, Canada.
La chiesa, sede del vescovo di Victoria, è stata costruita tra 1890 e 1892.